# Goran Jurić
Goran Jurić (ur. 5 lutego 1963 w Mostarze) – chorwacki piłkarz, który występował na pozycji środkowego bądź bocznego obrońcy. Zna trzy języki – chorwacki, bośniacki oraz język japoński.

## Kariera klubowa
Jurić w początkach swojej kariery tj. od roku1983 do sezonu 1986–1987, grał w lokalnych klubach z Zagrzebia lub okolic. Swoją profesjonalną karierę zaczął, w dzisiaj bośniackim, a wówczas jugosłowiańskim klubie Velez Mostar. Klub zajął wtedy 3. miejsce w 2 lidze jugosłowiańskiej, ale doszedł do ćwierćfinału Pucharu Jugosławii, gdzie uległ zespołowi FK Prishtina, co było znakomitym jak na ten klub osiągnięciem.
Jurić nie grał tam jednak zbyt wiele, ale dostrzegli go działacze zespołu FK Crvena zvezda, którzy na sezon wypożyczyli zawodnika. Ten sezon był bardzo udany dla zawodnika, bowiem Crvena Zvezda wywalczyła mistrzostwo Jugosławii, a była bardzo blisko od wywalczenia Pucharu – w finale przegrała jednak z bośniackim zespołem FK Borac Banja Luka. Jurić w barwach Czerwonej Gwiazdy zaliczył 23 występy, nie strzelając żadnego gola. Wszystkie okoliczności zdarzały się sprzyjać Juriciowi, który pomimo osiągnięć wywalczonych w premierowym dla niego sezonie, miał także okazję grać w jednym zespole i uczyć się od takich graczy jak Dragan Stojković czy Robert Prosinecki. Po sezonie, zgodnie z zawartą umową, zawodnik wrócił do Velezu Mostar, który awansował do I ligi i występował tam w sezonie 1988–1989. Jednak, występy w tym klubie nie były udane dla zawodnika, bowiem Mostar po wielkiej kibicowskiej bójce, gdzie zginęło 2 kibiców Željezničara Sarajewo, został relegowany do II ligi.
Zawodnik wrócił więc do Belgradu, lecz tym razem podpisał kontrakt na 2 sezony. W pierwszym składzie wystąpił 11 razy i zdobył już drugie mistrzostwo wraz z Crveną Zvezdą oraz puchar kraju po zwycięstwie w finale 1:0 nad ekipą Hajduka Split. Jurić spisywał się bardzo dobrze, podobnie zresztą jak cały zespół, w którym grały takie sławy, jak m.in. Miodrag Belodedici, Dejan Savicević, Vladimir Jugović czy Darko Pancev. Następny sezon, 1990–1991 był nieprawdopodobnie udany zarówno dla Juricia jak i dla jego klubu. Crvena Zvezda po raz kolejny triumfowała w lidze, z ośmiopunktową przewagą nad odwiecznym rywalem Partizanem Belgrad. Zdobyła także Puchar Ligi Mistrzów, pozostawiając w pokonanym polu m.in. takie kluby jak Rangers, Dynamo Drezno czy Bayern Monachium.
W finale Crvena Zvezda zmierzyła się z Olympique'm Marsylia, który pokonała 5:3 po rzutach karnych. Jurić oglądał to spotkanie z ławki rezerwowych. Nie udało się ustrzelić wielkiej potrójnej korony, bowiem w ostatnim Pucharze Jugosławii Czerwona Gwiazda przegrała z Hajdukiem Split 0:1, czyli tym samym stosunkiem, co rok temu triumfował zespół ze stolicy Jugosławii. Jurić pojawił się na boisku 8 razy, ponownie nie zdobywając żadnego gola. Jurić na dobrą sprawę był już bardzo utytułowanym zawodnikiem i uznał, że w Jugosławii nie ma już dla niego żadnych wyzwań i przed sezonem 1991–1992 podpisał kontrakt z występującą w Primera División drużyną Celta Vigo. Zawodnik ten z miejsca stał się kluczowym zawodnikiem pierwszej jedenastki z Vigo, wystąpił w 30 meczach i strzelił swoją jedyną bramkę w karierze, która zapewniła zwycięstwo nad drużyną Logrones, a Celta Vigo zajęła wtedy 11. miejsce w tabeli. Sezon 1992–1993 był już dużo mniej udany, bo w trakcie przygotowań przedsezonowych zawodnik doznał długotrwałej kontuzji barku i nie pojawił się na boisku ani razu. Po sezonie, działacze Celty nie chcieli już z Juriciem przedłużyć kontraktu, w związku z czym Goran wrócił do swojej ojczyzny, Chorwacji, gdzie na początku sezonu 1993–1994 podpisał kontrakt ze stołecznym zespołem NK Zagrzeb. Już w pierwszym sezonie zawodnik został cenionym przez kibiców graczem, który w opinii fachowców przyczynił się do wywalczenia przez NK wicemistrzostwa Chorwacji i awansu do Pucharu UEFA.
W Pucharze Chorwacji nie było już tak dobrze – NK Zagrzeb odpadło w ćwierćfinale z zespołem NK Varteks. W sezonie 1994–1995 pozostał w stołecznym zespole, gdzie NK Zagrzeb po raz kolejny dobrze się zaprezentował, wywalczył 4. miejsce w lidze, zdobywając awans do Pucharu Zdobywców Pucharów. Jurić w tym sezonie w barwach NK wystąpił 16 razy, nie trafiając do siatki ani razu. Kibiców zdziwiło i rozdrażniło przejście na początku sezonu 1995–1996 do lokalnego rywala, Croatii Zagrzeb. Tam jednak zdobył kolejne mistrzostwo do swojej kolekcji, tym razem było to mistrzostwo ligi chorwackiej, którego to trofeum Jurić w swoim dorobku jeszcze nie posiadał. Nie posiadał także Pucharu Chorwacji, który zdobył także z drużyną, pokonując dwukrotnie w meczach finałowych zespół NK Varteks Varaždin. Jurić nie miał jednak w tym praktycznie żadnego udziału, na boisku w barwach Croatii pojawił się tylko trzy razy, ale nawet te trzy razy wystarczyły, by Jurić był postrzegany jako zdobywca wyżej wymienionych trofeów. Jurić także występował tylko w rundzie jesiennej tego sezonu, bowiem na wiosnę został wypożyczony do innego zagrzebskiego klubu, Hrvatski Dragovoljac Zagrzeb, który niespodziewanie zajął aż 3. miejsce w lidze, awansując do Pucharu UEFA. Następny sezon, 1996–1997 Jurić ponownie zaczął w barwach Dinamo Zagrzeb, gdzie powtórzył osiągnięcia z poprzedniego sezonu – wywalczył on wraz z drużyną mistrzostwo Chorwacji oraz Puchar Chorwacji. Dodatkowego smaczku finałowi Pucharu dodał fakt, że Dinamo w finale spotkało się z NK Zagrzeb, którego piłkarzem był kiedyś Jurić. Dinamo wygrało ten mecz 2-1, a sam zawodnik został uznany za jedną z wyróżniających się postaci w tym meczu. W barwach klubu Jurić wystąpił wówczas 15 razy, nie zdobywając żadnego gola. Dobrze szło także „niebieskim” w Pucharze UEFA, gdzie odpadli dopiero w ćwierćfinale z niemieckim FC Schalke 04. W Lidze Mistrzów klub odpadł w III rundzie eliminacji z rosyjskim Spartakiem Moskwa, gdzie przegrali gorszym stosunkiem bramek. Sezon 1997–1998 to trzeci z rzędu zdobyty przez klub i Juricia puchar Chorwacji oraz mistrzostwo.
Tym razem w finale Pucharu Chorwacji Croatia zagrała z zespołem NK Varteks, który dwukrotnie pokonała 2:1 i 2:0. Jurić wystąpił w tym sezonie na boisku 23 razy, nie umieszczając piłki w bramce ani jednego razu. I tym razem nie udało się awansować do Ligi Mistrzów, pomimo wygranej w rundzie eliminacyjnej z Partizanem Belgrad 0:1 i 5:0. W drugiej rundzie natrafili jednak na angielski Newcastle United i przegrali 1:2 i 2:2. Sezon 1998–1999 nie był już tak fenomenalny dla Croatii, chociaż podtrzymali wspaniałą serię mistrzostw zdobytych z rzędu, bowiem Croatia sięgnęła po tytuł 4 razy z rzędu, ale już nie z tak olbrzymią przewagą jak dawniej – teraz bowiem wicemistrzostwo kraju, zespołowi NK Rijeka do końcowego triumfu zabrakło jednego punktu. Croatia nie wystąpiła w finale Pucharu Chorwacji, odpadając w ćwierćfinale z późniejszym triumfatorem tych rozgrywek, zespołem NK Osijek. Jurić w barwach klubu wystąpił w tym sezonie aż 25 razy, ponownie nie wbijając przeciwnikom żadnego gola. Niepowodzenia w Pucharze Chorwacji, Dinamo całkowicie odbiło sobie awansem do Ligi Mistrzów, który osiągnął po wyeliminowaniu szkockiej drużyny Celtic Glasgow pierwszy mecz przegrywając 0:1 ale u siebie wygrywając 3:0. Jednak, w Champions League poszło im słabo, nie wyszli z grupy, a za jedyny sukces mogą uznać bezbramkowy remis w Amsterdamie w meczu przeciwko Ajaxowi. Sezon 1999–2000 przyniósł podtrzymanie niewiarygodnej passy zdobytych mistrzostw kraju – Dinamo po raz 5 z rzędu sięgnęło po tytuł, w dobrym stylu powróciło także do Pucharu Chorwacji, ale tym razem Dinamo, które 14 lutego 2000 wróciło do starej nazwy, przegrało dwukrotnie z Hajdukiem Split 0:2 i wygrywając 1:0. Jurić wystąpił na boisku 21 razy, ale i tym razem nie udało mu się pokonać bramkarza rywali. Dinamo drugi raz z rzędu awansowała do Ligi Mistrzów, co było bardzo dużym awansem dla chorwackiej piłki. Awans osiągnęli po pokonaniu w trzeciej rundzie węgierskiego klubu MTK Budapeszt 1:1 i 3:1.
W LM trafili do grupy D z Manchesterem United, Olympiquiem Marsylia oraz Sturmem Graz, z którym Dinamo odniosło jedyne zwycięstwo, na Maksimirze 3:0. Dlatego tak szerokim echem odbył się wyjazd Juricia w sezonie 2000–2001 do Japonii, gdzie występował w zespole Yokohama Marinos. Jurić zdobył tam kolejne mistrzostwo, tym razem Japonii, która była już trzecią ligą, po której mistrzostwo sięgnął Jurić. W barwach drużyny z Jokohamy Jurić wystąpił 9 razy, ale nawet w dalekiej Japonii bramkarze nie kapitulowali po strzałach Gorana. Przed sezonem 2001–2002 większymi zarobkami skusił go inny zespół ligi japońskiej, Sanfrecce Hiroszima. Ten sezon jednak był najmniej udanym dla Juricia w karierze, bowiem zespół z Hiroszimy zajął dopiero 13. miejsce, a także nie odegrał żadnej znaczącej roli w Pucharze Cesarza. Jurić na boisku wystąpił 4 razy i tradycyjnie nie zdobył bramki. W sezonie 2002–2003 Goran wrócił do Chorwacji, do swojego byłego klubu, NK Zagrzeb. NK Zagrzeb zajęło 6. miejsce w tabeli, Jurić wystąpił 5 razy w barwach tego klubu w tamtym sezonie, nie pokonując golkiperów przeciwnych drużyn. Sezon 2003–2004 zawodnik spędził w drugoligowym klubie ligi bośniackiej NK Žepce, gdzie był grającym trenerem tej drużyny. W roku 2004 podjął decyzję o zakończeniu swej bogatej kariery.

## Kariera reprezentacyjna
Jurić w reprezentacji Chorwacji wystąpił aż 16 razy. W reprezentacji zadebiutował dosyć późno, bowiem 2 kwietnia 1997 w Splicie w meczu kwalifikacji do MŚ 1998 przeciwko Słowenii zremisowanym przez Chorwatów aż 3:3. Ważnym momentem w karierze Juricia było także powołanie otrzymane od Miroslava Blazevicia na MŚ 1998. Jurić nie wystąpił tam ani razu, ale wraz z drużyną zdobył brązowy medal tychże mistrzostw. Ostatni, 16 raz w reprezentacji Jurić pojawił się na boisku 13 listopada 1999 w Zagrzebiu, w meczu w ramach kwalifikacji do Euro 2000 z reprezentacją Jugosławii zremisowanym przez reprezentację Chorwacji 2:2.
- 1. 2 kwietnia 1997, Split, Chorwacja - Słowenia 3:3
- 2. 30 kwietnia 1997, Saloniki, Grecja – Chorwacja 0:1
- 3. 6 września 1997, Zagrzeb, Chorwacja - Bośnia i Hercegowina 3:2
- 4. 10 września 1997, Kopenhaga, Dania – Chorwacja 3:1
- 5. 11 października 1997, Lublana, Słowenia – Chorwacja 1:3
- 6. 29 października 1997, Zagrzeb, Chorwacja - Ukraina 2:0
- 7. 15 listopada 1997, Kijów, Ukraina - Chorwacja 1:1
- 8. 22 kwietnia 1998, Osijek, Chorwacja - Polska 2:1
- 9. 29 maja 1998, Pula, Chorwacja - Słowacja 1:2
- 10. 3 czerwca 1998, Rijeka, Chorwacja - Iran 2:0
- 11. 6 czerwca 1998, Zagrzeb, Chorwacja - Australia 7:0
- 12. 10 marca 1999, Ateny, Grecja - Chorwacja 3:2
- 13. 28 kwietnia 1999, Zagrzeb, Chorwacja - Włochy 0:0
- 14. 5 maja 1999, Sewilla, Hiszpania – Chorwacja 3:1
- 15. 5 czerwca 1999, Skopje, Macedonia – Chorwacja 1:1
- 16. 13 listopada 1999, Zagrzeb, Chorwacja - Jugosławia 2:2

## Sukcesy i statystyki
| Sezon   | Klub                    | Kraj       | Rozgrywki          | Mecze | Bramki |
| ------- | ----------------------- | ---------- | ------------------ | ----- | ------ |
| 1986/87 | Velez Mostar            | Jugosławia | 1. liga Jugosławii | ?     | ?      |
| 1987/88 | FK Crvena zvezda        | Jugosławia | 1. liga Jugosławii | 23    | 0      |
| 1988/89 | Velez Mostar            | Jugosławia | 1. liga Jugosławii | ?     | ?      |
| 1989/90 | FK Crvena zvezda        | Jugosławia | 1. liga Jugosławii | ?     | ?      |
| 1990/91 | FK Crvena zvezda        | Jugosławia | 1. liga Jugosławii | 8     | 0      |
| 1991/92 | Celta Vigo              | Hiszpania  | Primera División   | 30    | 1      |
| 1992/93 | Celta Vigo              | Hiszpania  | Primera División   | 0     | 0      |
| 1993/94 | NK Zagrzeb              | Chorwacja  | Prva HNL           | 22    | 0      |
| 1994/95 | NK Zagrzeb              | Chorwacja  | Prva HNL           | 16    | 0      |
| 1995/96 | Croatia Zagrzeb         | Chorwacja  | Prva HNL           | 1     | 0      |
| 1995/96 | NK Hrvatski Dragovoljac | Chorwacja  | Prva HNL           | 9     | 0      |
| 1996/97 | Croatia Zagrzeb         | Chorwacja  | Prva HNL           | 15    | 0      |
| 1997/98 | Croatia Zagrzeb         | Chorwacja  | Prva HNL           | 23    | 0      |
| 1998/99 | Croatia Zagrzeb         | Chorwacja  | Prva HNL           | 25    | 0      |
| 1999/00 | Croatia Zagrzeb         | Chorwacja  | Prva HNL           | 21    | 0      |
| 2000    | Yokohama Marinos        | Japonia    | J-League           | 9     | 0      |
| 2001    | Sanfrecce Hiroszima     | Japonia    | J-League           | 4     | 0      |
| 2002/03 | NK Zagrzeb              | Chorwacja  | Prva HNL           | 5     | 0      |

- mistrzostwo Jugosławii z Crveną Zvezdą Belgrad w sezonie 1987/1988
- mistrzostwo i puchar Jugosławii z Crveną Zvezdą Belgrad w sezonie 1989/1990
- mistrzostwo i puchar Jugosławii, Puchar Ligi Mistrzów w sezonie 1990/1991 w barwach Crvenej Zvezdy Belgrad
- mistrzostwo i puchar Chorwacji w sezonie 1995/1996 z Croatią Zagrzeb
- mistrzostwo i puchar Chorwacji w sezonie 1996/1997 z Croatią Zagrzeb
- mistrzostwo i puchar Chorwacji w sezonie 1997/1998 z Croatią Zagrzeb
- mistrzostwo Chorwacji w sezonie 1998/1999 z Croatią Zagrzeb
- mistrzostwo Chorwacji w sezonie 1999/2000 z Croatią Zagrzeb
- mistrzostwo Japonii w roku 2000 z zespołem Yokohama Marinos
- brązowy medal na Mistrzostwach Świata we Francji w roku 1998

## Odznaczenia
- Order Chorwackiej Plecionki (1998)[1]